# 武藤ゆらぎ
武藤 ゆらぎ（むとう ゆらぎ、2001年7月30日 - ）は、ジャパンラグビーリーグワン横浜キヤノンイーグルスに所属するラグビー選手。

## プロフィール
- 神奈川県横浜市出身[1]。
- ポジションはスタンドオフ(SO)。
- 身長 170 cm、体重 80 kg

## 略歴
小学2年生からラグビーを始めた。
2020年、東海大大阪仰星高校卒業後、東海大学に入学。
2023年、東海大学体育会ラグビーフットボール部のBKリーダーに就任した。
2024年、横浜キヤノンイーグルスに加入。同年4月12日に行われたJAPAN RUGBY LEAGUE ONE第13節花園近鉄ライナーズ戦にて途中出場でリーグワン公式戦初出場を果たした。

## タイトル
- 2023年度関東大学プレーヤーオブザイヤー